# مجبل فرطوس
مجبل فرطوس (من مواليد 6 يوليو 1950) لاعب كرة قدم عراقي سابق، ومدرب كرة قدم حالي، ولعب كمدافع في صفوف منتخب العراق لكرة القدم . ويعمل محلل رياضي في قناة بي إن سبورتس العربية، وهو والد اللاعب القطري علي مجبل فرطوس.

## الجوائز
- جائزة كأس الخليج العربي الرابعة لأفضل مدافع.